# Glenognatha gaujoni
Glenognatha gaujoni är en spindelart som beskrevs av Simon 1895. Glenognatha gaujoni ingår i släktet Glenognatha och familjen käkspindlar.
Artens utbredningsområde är Ecuador. Inga underarter finns listade i Catalogue of Life.